# James Russo
James Vincent Russo (* 23. April 1953 in New York City) ist ein US-amerikanischer Schauspieler.

## Leben und Leistungen
Russo absolvierte die New Yorker High School of Art & Design und studierte an der New York University. In dieser Zeit spielte er im preisgekrönten Kurzfilm The Candy Store, für den er auch das Drehbuch schrieb. Anschließend arbeitete er einige Jahre als Taxifahrer.
Russo spielte im Filmdrama Extremities (1986) die Rolle von Joe, der Marjorie (Farrah Fawcett) massiv drangsaliert und misshandelt. Genauso wie Farrah Fawcett spielte er bereits im verfilmten Theaterstück; für diese Rolle wurde er im Jahr 1983 mit dem Preis Theatre World ausgezeichnet.
Im Western Bad Girls (1994) übernahm Russo die Rolle von Kid Jarrett, der Cody Zamora (Madeleine Stowe) ausraubt und auspeitscht. Im Thriller Donnie Brasco (1997) spielte er neben Al Pacino und Johnny Depp, im SF-Film Postman (1997) trat er an der Seite von Kevin Costner auf. Im Thriller Engel der Vergeltung (1999) spielte er neben Angie Everhart und Eric Roberts eine der Hauptrollen. Für die Hauptrolle im Thriller The Box (2003) gewann er im Jahr 2004 einen Preis des San Diego Film Festivals.

## Filmografie (Auswahl)
- 1981: Chicago Story (Fernsehfilm)
- 1982: Ich glaub’, ich steh’ im Wald (Fast Times at Ridgemont High)
- 1983: Gefährliches Dreieck (Exposed)
- 1984: Es war einmal in Amerika (Once Upon a Time in America)
- 1984: Beverly Hills Cop – Ich lös’ den Fall auf jeden Fall (Beverly Hills Cop)
- 1985: Miami Vice (Fernsehserie, Folge The Prodigal Son)
- 1986: Extremities
- 1987: Krieg in Chinatown (China Girl)
- 1989: Wir sind keine Engel (We’re No Angels)
- 1989: Gepeinigt (La cintura)
- 1990: Im Vorhof der Hölle (State of Grace)
- 1991: My Private Idaho (My Own Private Idaho)
- 1991: Kalter Himmel (Cold Heaven)
- 1991: Der Kuß vor dem Tode (A Kiss Before Dying)
- 1992: Tödliche Intrigen (Illicit Behavior)
- 1993: Dangerous Game (Snake Eyes)
- 1994: Bad Girls
- 1996: Unter Brüdern (No Way Home)
- 1997: Donnie Brasco
- 1997: Postman (The Postman)
- 1998: Fellows – Auf Leben und Tod (Charades)
- 1999: Engel der Vergeltung (BitterSweet)
- 1999: Die neun Pforten (The Ninth Gate)
- 1999: Roadblock (Detour)
- 2000: Jeder stirbt – The Unscarred (The Unscarred)
- 2000: Deep Core – Die Erde brennt (Deep Core)
- 2002: Nebenan lauert der Tod (The House Next Door)
- 2002: Meine Tochter ist keine Mörderin (My Daughters Tears)
- 2003: A Good Night to Die
- 2003: The Box
- 2003: Open Range – Weites Land (Open Range)
- 2004: Without a Trace – Spurlos verschwunden (Without a Trace, Fernsehserie, 1 Folge)
- 2004: CSI: Vegas (CSI: Crime Scene Investigation, Fernsehserie, 1 Folge)
- 2005: Confessions of a Pit Fighter
- 2006: All In – Pokerface (All In)
- 2006/2008: CSI: Miami (Fernsehserie, 2 Folgen)
- 2007: Chill
- 2008: Stiletto
- 2009: Public Enemies
- 2010: Hawaii Five-0 (Fernsehserie, 1 Folge)
- 2011: Miss Bala
- 2012: Django Unchained
- 2012–2013: Vegas (Fernsehserie, 15 Folgen)
- 2014: Perfect Sisters
- 2014: Strike One
- 2014: The Martini Shot
- 2015: American Justice
- 2015: Black Mass
- 2015: Voiceless
- 2016: Vigilante Diaries
- 2016: Paid in Full
- 2016: Code of Honor
- 2016: The Bronx Bull
- 2016: 1st Strike
- 2017: American Justice
- 2017: The Broken Ones
- 2018: A Dog & Pony Show
- 2018: 2018 Living Among Us
- 2018: Desolate
- 2018: The Terrorist
- 2019: The Great Alaskan Race
- 2019: Possession Diaries
- 2021: Flag Day
- 2024: Horizon: An American Saga